# Kumite
Kumite (組手, doslovno na japanskom znači "susret ruku") jedan je od tri dijela karatea. Druga dva su kate i kihon.  
Borba može biti ograničena mnogim pravilima ili može biti slobodna. Danas postoje i sportske sparing borbe i samoobrana. Sportska borba je vid borbe u kojoj protivnici pokušavaju skupiti što više bodova. Ovisno o stilu ili treneru, bacanje ili borba na tlu mogu biti uključeni u borbu, uključujući udarce rukom ili nogom.

## Tipovi borbe
- Ippon kumite - borba na jedan korak, uobičajeno se koristi u samoobrani
- Sanbon kumite - borba na tri koraka, koristi se za razvijanje brzine, snage i tehnike
- Kiso kumite - strukturna borba izvučena iz kata
- Jiyu kumite - slobodna borba